# Pseudatteria
Pseudatteria is een geslacht van vlinders van de familie bladrollers (Tortricidae), uit de onderfamilie Chlidanotinae.

## Soorten
- P. analoga Obraztsov, 1966
- P. ardoris Obraztsov, 1966
- P. bradleyi Obraztsov, 1966
- P. buckleyi (Druce, 1901)
- P. cantharopa (Meyrick, 1909)
- P. cladodes Walsingham, 1914
- P. chrysanthema (Meyrick, 1912)
- P. dictyanthes Meyrick, 1936
- P. dognini Obraztsov, 1966
- P. fumipennis (Dognin, 1904)
- P. heliocausta (Dognin, 1912)
- P. igniflora Meyrick, 1930
- P. leopardina (Butler, 1872)
- P. maenas Meyrick, 1924
- P. marmarantha Meyrick, 1924
- P. myriocosma Meyrick, 1930
- P. pantherina (Felder, 1875)
- P. pseudomaenas Obraztsov, 1966
- P. shafferi Obraztsov, 1966
- P. splendens (Druce, 1901)
- P. symplacota Meyrick, 1930
- P. tremewani Obraztsov, 1966
- P. unciana (Dognin, 1904)
- P. volcanica (Butler, 1872)